# Мраморнов, Александр Игоревич
Алекса́ндр И́горевич Мра́морнов (род. 14 марта 1984, Саратов) — российский историк и общественный деятель. Кандидат исторических наук (2008), доцент (2014). Главный редактор издательства «Спасское дело» (с 2015).
Область научных интересов: история Русской церкви, источниковедение церковной истории, государственно-конфессиональные отношения в России, генеалогия. Коллекционер дореволюционной открытки.

## Биография
В 2001 году окончил гимназию № 3 Саратова с углублённым изучением английского языка. В 2006 году окончил исторический факультет МГУ.
В 2006—2008 годах обучался в очной аспирантуре по кафедре истории России XIX — начала XX веков исторического факультета МГУ. В 2008 году получил учёную степень кандидата исторических наук за диссертацию «Епископ Гермоген (Долганов) в церковной и общественно-политической жизни России конца XIX — начала XX вв».
В 2007—2015 годах занимался педагогической деятельностью, читал лекции по истории Русской церкви, истории России и ряду других гуманитарных дисциплин.
В 2009—2014 годах — консультант отдела внешних церковных связей Московского патриархата.
В 2009—2015 годах — секретарь учёного совета, один из основателей и соавтор устава, с 2009 по 2016 год — заместитель заведующего кафедрой истории общецерковной аспирантуры и докторантуры имени святых равноапостольных Кирилла и Мефодия.
В 2009—2020 гг. — заместитель главного редактора альманаха «Церковно-исторический вестник».
10 ноября 2011 году патриархом Московским и всея Руси Кириллом утверждён членом научно-редакционного совета по изданию документов Поместного собора 1917—1918 годов при Новоспасском ставропигиальном мужском монастыре. С 2012 по 2018 год — научный руководитель данного проекта, секретарь научно-редакционного совета, председатель совещания ответственных редакторов, руководитель рабочей группы проекта.
С 2012 года — руководитель некоммерческого партнёрства по защите и сохранению объектов культурного наследия «Спасское дело» (Москва), с 2015 года — главный редактор одноименного издательства. К 2025 году издательство подготовило и издало более 40 книг.
С 2013 года — попечитель, сопредседатель попечительского совета, с 2015 года председатель приходского совета местной религиозной организации православный приход храма Святой Мученицы Аллы Готской в селе Старая Потловка Колышлейского района Пензенской области (Сердобской епархии Русской православной церкви). К концу 2024 г. храму святой Аллы был придан законченный внешний вид.
В 2014 году решением Министерства образования и науки Российской Федерации по ходатайству учёного совета Российского государственного гуманитарного университета присвоено учёное звание доцента.
В 2014 году назначен председателем попечительского совета планируемого к строительству первого в России храма во имя Священномученика Сергия (Шеина) в селе Анастасьино Калининского района Саратовской области (Балашовская епархия Русской православной церкви), с 2020 г. председатель приходского совета.
В 2019-2022 гг. был помощником на общественных началах по связям с общественными и религиозными организациями руководителя фракции «Яблоко» в Московской городской думе М. С. Круглова.
С 2021 г. создает Братство Орловской митрополии во имя преподобного Сергия Радонежского и священномученика Сергия (Шеина) на родине последнего. Усилиями Братства в урочище Шеино (Колпна) расчищены руины школы, построенной в начале XX в. в память об участнике русско-японской войны С. П. Шеине.

## Публикации
- Саратовское ополчение 1855—1856 гг. // Цивилизация на пороге тысячелетия. Сб. науч. статей. Балашов, 2001. Вып. 2. Т. 1. — С. 54—57 (в соавторстве с В. П. Тотфалушиным).
- Изучение генеалогии приходского духовенства Саратовской епархии XIX — начала XX вв.: основные источники и вопросы // Краеведы и краеведение Поволжья в контексте общественного развития региона: история и современность. Материалы X межрегиональных краеведческих чтений 24-25 апреля 2003 года. Саратов, 2003. — С. 7—77.
- Три поколения Мраморновых — священнослужителей саратовской епархии в XIX — начале XX вв.: опыт историко-генеалогического исследования // Труды научной конференции студентов и аспирантов «Ломоносов-2003». История. — М., 2003. — С. 69—73.
- Епархиальные организации в Саратове во второй половине 1914—1915 гг. // Труды научной конференции студентов и аспирантов «Ломоносов-2004». История. — М., 2004. — С. 87—91.
- Борьба с позорищем. Как епископ Гермоген с «Черными воронами» воевал // Независимая газета. 3 ноября 2004
- «Братский листок» епископа Гермогена и характер общественно-проповеднической деятельности саратовского духовенства в 1907—1911 гг. // Провинциальное духовенство дореволюционной России. Сб. науч. тр. Тверь: Тверской государственный университет, 2005. Вып. 1. — С. 62—83.
- Формирование саратовского ополчения в годы Крымской войны // Военно-исторические исследования в Поволжье: сб. науч. трудов. — Саратов: «Научная книга», 2005. Вып. 6. — С. 247—251 (в соавторстве с В. П. Тотфалушиным).
- Труды священника А. П. Мраморнова и их историческое значение // Мраморнов А. П., свящ. Сочинения: Записки, епархиальные хроники, публицистика. — Саратов: «Научная книга», 2005. — С. 6−15.
- Комментарии [к первому тому трудов священника А. П. Мраморнова] // Мраморнов А. П., свящ. Сочинения: Записки, епархиальные хроники, публицистика. — Саратов: «Научная книга», 2005. — С. 343—368.
- К вопросу о гомилетическом наследии священника А. П. Мраморнова // Мраморнов А. П., свящ. Сочинения. Т. 2: Проповеди и поучения, духовная проза, разное. Саратов: «Научная книга», 2005. — С. 3 — 8.
- Комментарии [ко второму тому трудов священника А. П. Мраморнова] // Мраморнов А. П., свящ. Сочинения. Т. 2: Проповеди и поучения, духовная проза, разное. Саратов: «Научная книга», 2005. — С. 293—305.
- Наследие С. А. Щеглова в контексте исследования истории Саратовской епархии (источниковедческий и историографический аспекты) // Саратовский краеведческий сборник: Научные труды и публикации. Саратов, 2005. Вып. 2. — С. 213—220.
- Провинциальный музей как хранилище уникальных документов по истории Православной Церкви XIX в. (Обзор источников по истории Саратовской епархии, хранящихся в краеведческом музее г. Петровска) // XV ежегодная богословская конференция Православного Свято-Тихоновского гуманитарного университета. Материалы. М., 2005. Т. 2. — С. 210—216.
- Церковно-школьный музей Саратовской епархии в начале XX в.: задачи его работы и их практическое воплощение // Проблемы изучения истории Русской Православной Церкви и современная деятельность музеев. Труды ГИМ. М., 2005. Вып. 152. — С. 113—118.
- Материалы саратовской ревизии М. И. Савваитского 1904—1905 гг. как источник по истории духовного образования России // Труды научной конференции студентов и аспирантов «Ломоносов-2005». История. М., 2005. — С. 52 — 58.
- «Дело» саратовского епископа Гермогена 1912 г. и синодальная система управления Русской Церковью в начале XX в. // Клио. Журнал для учёных. 2006. — № 3 (34). — С. 210—222.
- К вопросу о политических взглядах епископа Гермогена (Долганова) // Платоновские чтения: материалы XII Всероссийской конференции молодых историков, г. Самара 10-11 ноября 2006 г. / отв. ред. П. С. Кабытов. Самара, 2006. — С. 176—183.
- «Суровый владыка» или «милостивый архипастырь и отец»? Саратовский епископ Гермоген [Долганов] во взаимоотношениях с паствой и клиром в 1903—1912 гг. // Провинциальное духовенство дореволюционной России: сб. науч. тр. / науч. ред. Т. Г. Леонтьева. Тверь: Славянский мир, 2006. Вып. 2. — С. 175—198.
- Епископ Гермоген (Долганов) и семинарское образование в Саратове в начале XX в. // XVI ежегодная богословская конференция Православного Свято-Тихоновского гуманитарного университета. Материалы. М., 2006. Т. 2. — С. 220—227.
- Физическая культура в учебных заведениях Саратовской губернии // Краеведение и архивное дело в провинции: исторический опыт и перспективы развития. Труды Саратовского областного музея краеведения. Саратов, 2006. Вып. 9. — С. 229—236 (в соавторстве с В. П. Тотфалушиным).
- Корреспонденты официальный изданий Саратовской епархии в начале XX в. // Краеведение и архивное дело в провинции: исторический опыт и перспективы развития. Труды Саратовского областного музея краеведения. Саратов, 2006. Вып. 9. — С. 237 −240.
- Саратовский епископ Гермоген и кризис среднего духовного образования (1903—1912) // Вестник Московского университета. Серия 8. История. 2007. — № 3. — С. 32 — 52.
- Ликвидация начальных духовных школ России в 1917—1918 гг. (по материалам духовного училища в г. Петровске Саратовской губернии) // Вестник церковной истории. 2007. — № 2 (6). — С. 61 — 72.
- Кризис духовной школы конца XIX — начала XX вв. // Платоновские чтения: материалы XIII Всероссийской конференции молодых историков г. Самара 23-24 ноября 2007 г. / отв. редактор П. С. Кабытов. Самара, 2007. — С. 135—138.
- Основные вопросы биографии архиепископа Алексия (Дородницына) // Государство, общество, церковь в истории России XX века. Материалы VII Международной научной конференции. Иваново, 13 — 14 февраля 2008 г. Иваново, 2008. — С. 144—151.
- Рец. на кн.: Крапивин М. Ю., Далгатов А. Г., Макаров Ю. Н. Внутриконфессиональные конфликты и проблемы межконфессионального общения в условиях советской действительности (октябрь 1917 — конец 1930-х гг.) // Вестник церковной истории. 2008. — № 1 (9). — С. 264—267.
- Национальный вопрос в системе взглядов епископа Гермогена (Долганова) // Известия Саратовского университета. Новая серия. Серия История, международные отношения, вып. 1. 2008. Т. 8. — С. 92—96.
- Рец. на кн.: Лавров В. М., Лобанов В. В., Лобанова И. В., Мазырин А. В. Иерархия Русской Православной церкви, патриаршество и государство в революционную эпоху // Научный богословский портал «Богослов.ru» 9 апреля 2008.
- Рец. на кн.: Каиль М. В. Власть и православные верующие в российской провинции начала 1920-х годов // Научный богословский портал «Богослов.ru». 9 мая 2008.
- Христианство и язычество в Древней Руси: победа и интеграция? (Рец. на кн.: Карпов А. В. Язычество, христианство, двоеверие: религиозная жизнь Древней Руси в IX—XI веках) // Научный богословский портал «Богослов.ru». 9 июня 2008.
- «Захолустный» свидетель уходящей России (К выходу книги: Дневник Л. А. Тихомирова. 1915—1917 гг. / Сост. А. В. Репников. М., 2008) // Научный богословский портал «Богослов.ru». 20 июля 2008.
- Судебный процесс против православного духовенства в Саратове в 1918—1919 годах // Отечественная история. 2008. — № 4. — С. 97 — 104.
- Собрание нужных сочинений: К выходу 1-го тома собрания сочинений протоиерея Валентина Свенцицкого // Научный богословский портал «Богослов.ru». 1 сентября 2008.
- Рец. на кн.: В стенах конвикта… (Очерки повседневной жизни женских епархиальных училищ) // Вестник церковной истории. 2008. — № 3 (11). — С. 265—267.
- Региональная светская газетная пресса как источник по церковной истории начала XX в. // Научный богословский портал «Богослов.ru». 30 сентября 2008.
- Иеромонах Илиодор (С. М. Труфанов) в историографии // Вестник Тверского государственного университета. Серия история. Вып. 2. 2008. — № 19 (79). — С. 113—125.
- Нелегальная деятельность семинаристов Владимира и Саратова в начале XX века (о методологии церковного историка) // Научный богословский портал «Богослов.ru». 26 ноября 2008.
- Ермоген (Долганёв, или Долганов) // Православная энциклопедия. — М., 2008. — Т. XVIII : Египет древний — Эфес. — С. 654—658. — 752 с. — 39 000 экз. — ISBN 978-5-89572-032-5.
- Актуальные проблемы современной российской историографии истории Русской Церкви (к вопросу об институциализации отрасли гуманитарного знания) // Научный богословский портал «Богослов.ru». 19 декабря 2008.
- Обвинения против православного духовенства в Саратовском губернском революционном трибунале (1918—1920 гг.) // Церковно-исторический вестник. 2008. — № 15. — С. 106—115.
- К 60-летию «Саратовской купели» (1949—2009) // Научный богословский портал «Богослов.ru». 2009. 17 января
  - «Саратовская купель» // Церковно-исторический вестник. 2009—2010. — № 16-17. — С. 102—109.
- Об одной редко привлекаемой разновидности источников по истории Русской Церкви // Научный богословский портал «Богослов.ru». 20 февраля 2009.
- Рец. на кн.: Лобанов В. В. Патриарх Тихон и советская власть (1917—1925 гг.) // Научный богословский портал «Богослов.ru». 27 февраля 2009.
- Рец. на кн.: Bremer Th. Kreuz und Kreml. Kleine Geschichte der orthodoxen Kirche in Russland // Научный богословский портал «Богослов.ru». 6 апреля 2009.
- О двух работах современных священников-краеведов и перспективах нашего церковного краеведения (Рец. на: Воробьев М., свящ. Вольские храмы и их строители. Саратов, 2008; Гоглов А., свящ. Владимирское лихолетье: Православная Церковь на Владимирщине в годы безбожной смуты. М., 2008) // Научный богословский портал «Богослов.ru». 24 июня 2009.
- Рец. на кн.: Рогозный П. Г. Церковная революция 1917 года (Высшее духовенство Российской Церкви в борьбе за власть в епархиях после Февральской революции) // Научный богословский портал «Богослов.ru». 2009. 13 июля.
- Саратовский Императорский университет в годы Первой мировой войны (1914—1917 годы) // Известия Саратовского университета. Серия «История. Международные отношения». 2009. Т. 9. — С. 8 — 13
- Рец. на кн.: Ефимов А. Б. Очерки по истории миссионерства Русской Православной Церкви // Научный богословский портал «Богослов.ru», 21 августа 2009
- «Пишу частно, доверительно и, дай Бог, — ошибаюсь…» (Письма протоиерея Иоанна Восторгова обер-прокурору Св. Синода П. П. Извольскому 1907—1908 гг.) // Научный богословский портал «Богослов.ru». 2009. 4 сентября.
- К вопросу о биографическом методе в изучении истории Русской церкви // Вестник Московского университета. Серия 8. История. 2009. — № 5. — С. 38 — 51.
- Предыстория и исторический контекст судебного процесса над саратовским духовенством в 1918—1919 гг. // XIX ежегодная богословская конференция Православного Свято-Тихоновского гуманитарного университета. Материалы. — М., 2009. Т. 1. — С. 255—263.
- Дело послушника Белявина — «репетиция» показательного процесса против саратовского духовенства 1918—1919 гг. // Вестник ПСТГУ. Серия «История. История Русской Православной Церкви». 2009. — № 4. — С. 65 — 99.
- Из входящей корреспонденции одного из благочинных Саратова за 1919 год // Вестник церковной истории. 2009. — № 3-4 (15-16). — С. 155—180.
- Иларион (Троицкий) // Православная энциклопедия. — М., 2009. — Т. XXII : Икона — Иннокентий. — С. 144—147, 153. — 752 с. — 39 000 экз. — ISBN 978-5-89572-040-0. (в соавторстве)
- «Цель моя — быть, прежде всего, истинной христианкой, а потом уже писательницей». (К вопросу о биографии и творчестве Александры Генерозовой) // Научный богословский портал «Богослов.ру». 12 января 2010.
- Рец. на кн.: А. Л. Беглов. В поисках «безгрешных катакомб». Церковное подполье в СССР // Российская история. 2010. — № 2. — С. 218—220.
- Труды А. С. Хорошева (1941—2007) по церковной истории Новгорода и их историографическое значение // Научный богословский портал «Богослов.ru», 8 апреля 2010
- Заметки немедиевиста на полях современных монографий по истории Русской Церкви в средние века (до конца XVII в.) // Научный богословский портал «Богослов.ru». 30 апреля 2010.
- Три книги по русской церковной истории, вышедшие в 2009 году (мини-рецензии) // Научный богословский портал «Богослов.ru». 10 июня 2010
- Иоанн Иванович Восторгов // Православная энциклопедия. — М., 2010. — Т. XXIII : Иннокентий — Иоанн Влах. — С. 271-275. — 752 с. — 39 000 экз. — ISBN 978-5-89572-042-4.
- Иоанн (Кратиров) // Православная энциклопедия. — М., 2010. — Т. XXIII : Иннокентий — Иоанн Влах. — С. 412-413. — 752 с. — 39 000 экз. — ISBN 978-5-89572-042-4.
- Рец. на кн.: Волокитина Т. В., Мурашко Г. П., Носкова А. Ф. Москва и Восточная Европа: Власть и Церковь в период общественных транформаций 40-50-х годов XX века // Вестник церковной истории. 2010. — № 1-2 (17-18). — С. 346—349.
- К вопросу о научно-богословской аттестации (Рец. на кн.: Сухова Н. Ю. Система научно-богословской аттестации в России в XIX — начале XX века. М.,: Изд-во ПСТГУ, 2009) // Церковь и время. 2010. — № 3 (52). — С. 243—256.
- К вопросу о преследованиях православного духовенства в Саратове в 1923 г. // XX Ежегодная богословская конференция Православного Свято-Тихоновского гуманитарного университета. М., 2010. Т. 1. — С. 296—301.
- Церковная печать обретает историю (Рец. на кн.: Нетужилов К. Е. История церковной журналистики в России XIX — начала XX века. СПб., 2009) // Церковь и время. 2010. — № 4 (53). — С. 241—247.
- Изучение истории монастырей Русской Церкви XIX—XX вв. на современном этапе: итоги и перспективы // Церковно-исторический вестник. 2009—2010. — № 16-17. — С. 121—124.
- Der tragische Weg der Russischen Orthodoxen Kiche im 20. Jahrhundert // Orthodoxie und Reformation — Mehr als ein 50-jähriger Dialog. Beiträge des Deutsch-Russischen Symposiums an der Martin-Luther-Universität Halle-Wittenberg… (Halle an der Saale, 1. Dezember 2009). Berlin, 2011. S. 43 — 55.
  - Трагический путь Русской Православной Церкви в XX в. // Там же. — С. 57 — 68.
- К истории антицерковной деятельности Московского революционного трибунала (1918—1920 гг.) // Научный богословский портал «Богослов.ru». 18 марта 2011.
  - К истории антицерковной деятельности Московского революционного трибунала. 1918—1920 гг. // Церковь и время. 2011. — № 2 (55). — С. 100—132.
- Рец. на кн.: Дамаскин (Орловский), игумен. Епископ Гермоген (Долганев). М., 2010 // Научный богословский портал «Богослов.ru», 13 апреля 2011.
- Рец. на: Болотов С. В. Роль Русской Православной Церкви в международной политике СССР в конце 1930-х — начале 1950-х гг. Автореферат диссертации… к.и.н. М., 2011 // Научный богословский портал «Богослов.ru», 26 апреля 2011. (в соавторстве с А. Б. Онищенко).
- «Отправьте их в рай»: пролетарский суд над саратовским духовенством // Православие и современность (Саратовские епархиальные ведомости). 2010, декабрь — 2011, март. — № 18 (34). — С. 116—124.
- Рец. на кн.: Апанасёнок А. В. «Старая вера» в Центральном Черноземье: XVII века — начало XX в. Курск, 2008 и Его же. Религиозные диссиденты в российской провинции: очерки истории духовных движений Курской губернии в конце XVIII — начале XX века. Курск, 2010 // Научный богословский портал «Богослов.ru». 25 мая 2011.
- «Неопасный для республики»: преследование Московским губернским революционным трибуналом протоиерея г. Рузы Александра Воскресенского в 1918 г. // XXI Ежегодная богословская конференция Православного Свято-Тихоновского гуманитарного университета. — М., 2011. Т. 1. — С. 353—357.
- Саратовская духовная семинария в годы Первой мировой войны и революции // Церковь, образование, наука: история взаимоотношений и перспективы сотрудничества. — Саратов: изд-во Саратовской митрополии, 2011. — С. 80—98.
- Богословие действия [Рец. на: Свенцицкий В. Собрание сочинений. Т. 2. Письма ко всем: Обращения к народу 1905—1908 / Сост. С. В. Чертков. М., 2011] // Москва. 2011. — № 11. — С. 202—204.
- Особенности источниковой базы по истории церковного управления Саратовской епархии в 1917—1922 годах // Музей в региональном пространстве: презентация исторического наследия, культурная и общественная миссия: Материалы Всероссийской научно-практической конференции, посвященной 125-летию Саратовского областного музея краеведения. — Саратов, 2011. — С. 544—552.
- Обыкновенный, но не типичный… (Рец. на: Фирсов С. Л. Искусившийся властью: история жизни митрополита Петроградского Питирима (Окнова) // Научный богословский портал «Богослов.ru». 27 февраля 2012.
- «Мерзость перед Господом». Новый труд о коммунической псевдорелигии и постсоветских псевдосвятых [Рец. на]: С. Л. Фирсов. На весах веры: От коммунической религии к новым «святым» посткоммунической России // Научный богословский портал «Богослов.ru». 25 июля 2012.
- Утраченная история: судьбы архивов по истории Саратовской епархии // Наука, образование, культура: духовно-нравственные основы и пути развития. — Саратов, 2012. — С. 27 — 35.
- Особенности изучения епархиальной истории Русской Церкви 1917—1922 гг. // XXII Ежегодная богословская конференция Православного Свято-Тихоновского гуманитарного университета. — М., 2012. — С. 74-77.
- Подготовка Всероссийского Церковного Собора в апреле — середине августа 1917 года и документы о предсоборных трудах // Документы Священного Собора Православной Российской Церкви 1917—1918 годов. Т. 1. Предсоборная работа 1917 года. Акты, определявшие порядок созыва и проведения Собора. — М., 2012. — С. 5-32 (в соавторстве с Н. А. Кривошеевой).
- Комментарии [к документам Предсоборного совета] // Документы Священного Собора Православной Российской Церкви 1917—1918 годов. Т. 1. Предсоборная работа 1917 года. Акты, определявшие порядок созыва и проведения Собора. М., 2012. — С. 1213—1290 (в соавторстве с Р. Ю. Просветовым).
- К истории Саратовского епархиального совета (1918—1920 гг.) // Вестник ПСТГУ. Серия «История. История Русской Православной Церкви». 2013. — № 1 (50). — С. 51—62.
- Епископский (церковно-епархиальный) совет как переходная форма епархиального управления в революционную эпоху 1917—1918 гг. // Учёные записки Орловского государственного университета. 2013. — № 1 (51). — С. 201—205.
- Газета «Братский листок» епископа Гермогена (Долганова) как составляющая епархиального управления (1904—1912 гг.) // Вестник Русской христианской гуманитарной академии. 2013. Т. 14. — Вып. 1. — С. 41—51.
- Рец. на кн.: Савва (Тутунов), игумен. Епархиальные реформы // Российская история. 2013. — № 4. — С. 190—192.
- Энциклопедия истории мисии (Рец. на: Кравецкий А. Г. Церковная миссия в эпоху перемен (между проповедью и диалогом). М., 2012) // Журнал Московской Патриархии. 2013. — № 10. — С. 99 — 101.
- Особенности изучения епархиальной истории Русской Православной Церкви (к вопросу о новом научном направлении) // Учёные записки Орловского государственного университета. 2013. — № 4 (54). — С. 75-81.
- Совет Священного Собора Православной Российской Церкви 1917—1918 гг.: деятельность и документы // Документы Священного Собора Православной Российской Церкви 1917—1918 годов. — М., 2013. Т. 2. — С. 5-31 (в соавторстве с Р. Ю. Просветовым).
- Комментарии [к протоколам Соборного Совета] // Документы Священного Собора Православной Российской Церкви 1917—1918 годов. — М., 2013. Т. 2. — С. 664—695 (в соавторстве с Р. Ю. Просветовым).
- О положении православной Церкви в книге говорится сравнительно немного. [Участие в дискуссии книги Пола Верта «Православие, инославие, иноверие: очерки по истории религиозного разнообразия Российской империи»] // Российская история. 2013. — № 5. — С. 151—153
- О протоколах пленарных заседаний Священного Собора Православной Российской Церкви 1917—1918 гг. // Документы Священного Собора Православной Российской Церкви 1917—1918 годов. — М., 2014. Т. 3. — С. 5-10 (в соавторстве с священником А. Колчериным).
- Кирилл (Поспелов) // Православная энциклопедия. — М., 2014. — Т. XXXIV : Кипрская православная церковь — Кирион, Вассиан, Агафон и Моисей. — С. 522-523. — 752 с. — 33 000 экз. — ISBN 978-5-89572-039-4.
- Предсоборный совет 1917 года — церковный ответ на вопросы секуляризировавшегося общества революционной России // Православие и современность: проблемы секуляризма и постсекуляризма: Коллективная монография. М.; Орел; Ливны, 2015. — С. 286—300.
- Совещание преосвященных архипастырей на Священном Соборе Православной Российской Церкви 1917—1918 гг. // Документы Священного Собора Православной Российской Церкви 1917—1918 годов. М., 2015. Т. 4. — С. 5-38 (в соавторстве с Р. Ю. Просветовым).
- Комментарии [к документам Совещания епископов и Судной комиссии] // Документы Священного Собора Православной Российской Церкви 1917—1918 годов. — М., 2015. Т. 4. — С. 436—530.
- Леонтий (фон Вимпфен) // Православная энциклопедия. — М., 2015. — Т. XL : Лангтон — Ливан. — С. 514—515. — 752 с. — 33 000 экз. — ISBN 978-5-89572-033-2.
- Особенности деяний первой сессии Священного Собора 1917—1918 гг.: от начала работы до избрания и наречения Патриарха // Документы Священного Собора Православной Российской Церкви 1917—1918 годов. М., 2015. Т. 5. — С. 5-16 (в соавторстве с священником А. Колчериным).
- Комментарии [к деяниям первой половины первой сессии Собора] // Документы Священного Собора Православной Российской Церкви 1917—1918 годов. М., 2015. Т. 5. — С. 832—895 (в соавторстве с Р. Ю. Просветовым).
- О важности системного подхода к епархиальной истории // Кокарев М. С., протоиерей. Система управления Самарской епархии в предсоборный период (1894—1917). М.: Изд-во Спасское дело, 2016. — С. 4-7.
- «В спешном порядке»: общее собрание Священного Собора и его деяния от начала ноября до начала декабря 1917 г. // Документы Священного Собора Православной Российской Церкви 1917—1918 годов. М., 2016. Т. 6. — С. 5-20 (в соавторстве с священником А. Колчериным).
- Комментарии [к деяниям второй половины первой сессии Собора] // Документы Священного Собора Православной Российской Церкви 1917—1918 годов. М., 2016. — Т. 6. — С. 900—953 (в соавторстве с Р. Ю. Просветовым).
- Ни звука, ни видео. Священный Собор 1917—1918 годов в изобразительных источниках // Журнал Московской Патриархии. 2017. — № 5. — С. 56-63 (в соавторстве с Н. П. Меньшовым).
- Реформа органов высшего церковного управления на Священном Соборе Российской Православной Церкви 1917—1918 гг. // Сборники Президентской библиотеки. Вып. 1: Святейший Синод в истории российской государственности : сборник материалов Всероссийской научной конференции с международным участием / науч. ред.: С. Л. Фирсов, П. В. Фёдоров. СПб., 2017. (в соавторстве с А. С. Колчериным и Р. Ю. Просветовым)
- Русская революция и Священный собор в 1917 году // Вестник Тверского государственного университета. Серия «История». 2017. — № 4. — С. 46-57.
- Die diözesane Verwaltung in der Russischen Orthodoxen Kirche vor, während und nach dem Landeskonzil 1917—1918: der Fall von Saratow // Ostkirchliche Studien. 2017. — Band 65. — S. 349—357.
- Священный Собор не заметил революции. Церковная мобилизация могла предотвратить бойню в Москве в семнадцатом году // Родина. 2018. — № 1. — С. 112—115.
- Церковный банк // Дилетант. 2018. — № 4. — С. 50-53.
- К вопросу о реакции Священного Собора Православной Российской Церкви на Октябрьское вооруженное восстание 1917 г. в Москве // Восстановление Патриаршества. К 100-летию начала работы Всероссийского Поместного Собора 1917—1918 годов: сб. материалов научной конференции. — М., 2018. — С. 28-43.
- Архимандрит Паисий (Патокин) — член Священного Собора 1917/18 гг. // Научный богословский портал «Богослов.ru». 8 мая 2018
- Поворотный пункт в смене модели отношений церкви и государства. К 30-летию празднования 1000-летия Крещения Руси // Официальный веб-сайт «Горбачев-фонда». 27 июля 2018
- Письма епископа Леонтия (фон Вимпфена) к А. В. Карташеву // Научный богословский портал «Богослов.ru». 3 августа 2018
- Как завершился незавершенный Собор // Наука. Тематическое приложение к газете «Коммерсант». 2018. — № 46 (4). — С. 10-12.
- Святой Патриарх Гермоген как церковный деятель турбулентной эпохи в сознании участников Поместного Собора 1917—1918 гг. // Смутные времена в России начала XVII и начала XX столетий: природа и уроки: международная научная конференция (2018; Волгоград): [материалы]. — Волгоград, 2018. — С. 96-104.
- Украинский церковный вопрос. Столетием ранее // Наука. Тематическое приложение к газете «Коммерсант». 2019. — № 4 (587). — С. 12-13.
- Портрет эпохи в судьбах членов Великого Собора 1917—1918 годов // Фома. Православный журнал для сомневающихся. Электронная версия. 3 апреля 2019.
- Скорбные годы владыки Досифея [Протопопова, 1866—1942] // Православие и современность (Журнал Саратовской митрополии). 2019. — № 44 (60). — С. 85-91.
- Вопросы международных и межцерковных отношений на Священном Соборе Православной Российской Церкви 1917—1918 гг. // Вестник МГИМО-Университета. 2019. — № 3 (66). — С. 176—201.
- Рец. на: Документы Священного Собора Православной Российской Церкви 1917—1918 гг. Т. 7, 8 // Вопросы истории. 2019. — № 9. — С. 167—175.
- Discernere il tempo presente: Il concilio di Mosca del 1917—1918 // Discernimento e vita cristiana. Atti del XXVI Convegno ecumenico internazionale di spiritualità ortodossa. Bose, 5-8 settembre 2018. Magnano, 2019. — P. 269—291.
- Представители Саратовского Поволжья на Всероссийском Поместном Соборе 1917—1918 гг. // Вестник Тверского университета. 2019. — № 2 (50). — С. 53-70.
- «Жуткая обстановка для великого деяния» [Протоиерей Леонид Туркевич в революционной Москве в 1917 году] // Дилетант. 2019. — № 12. — С. 56-60.
- Палладий (Добронравов) // Православная энциклопедия. — М., 2019. — Т. LIV : Павел — Пасхальная хроника. — С. 319—320. — 752 с. — 39 000 экз. — ISBN 978-5-89572-061-5.
- Священный Собор 1917—1918 гг. о гибели своего почетного председателя сщмч. митр. Владимира (Богоявленского) // Священномученик Володимир (Богоявленський) i початок гонiнь на Православну Церкву в XX столiттi. Матерiали Мiжнародної конференцiї (7-8 лютого 2018 р.) / ред. С. В. Шумило. — Київ, 2019. — С. 164—173.
- Петровское викариатство (Саратовской епархии) // Православная энциклопедия. — М., 2019. — Т. LVI : Петр Дамиани — Повечерие. — С. 262—264. — 752 с. — 39 000 экз. — ISBN 978-5-89572-063-9.
- Розыск биографических сведений о членах Священного Собора 1917—1918 гг. как вопрос национального, гражданского и христианского достоинства // Столетие: [сб. материалов историко-просветительской конференции «Святители Руси, 1917—2017 гг. — Уроки столетия»] / под. ред. протоиерея Константина Костромина. — СПб., 2019. — С. 19-22.
- Предсоборное совещание 1912—1917 гг. и его вклад в подготовку Поместного Собора 1917—1918 гг. // Труды Государственного музея истории религии. — СПб., 2019. — Вып. 19. — С. 151—156.
- От публикаторов [записки генерала И. В. Новицкого о Соборе 1917—1918 гг.] // Новицкий И. В. Всероссийский церковный собор (1917—1918 гг.) / Публикация священника Евгения Агеева, Д. Г. Давиденко, А. И. Мраморнова. — М., 2020. — С. 3-4 (в соавторстве с священником Евгением Агеевым и Д. Г. Давиденко)
- Публикации будущих членов Поместного Собора 1917—1918 гг. на страницах церковной газеты «Братский листок» (1904—1912) // Исторический курьер. 2020. — № 2 (10). — С. 207—214.
- Покровское викариатство // Православная энциклопедия. — М., 2020. — Т. LVII : Погановская икона Божьей Матери — Православное обозрение. — С. 105—106. — 752 с. — 39 000 экз. — ISBN 978-5-89572-064-6.
- Поместный Собор Православной Российской Церкви 1917—1918 гг. // Православная энциклопедия. — М., 2020. — Т. LVII : Погановская икона Божьей Матери — Православное обозрение. — С. 367—389. — 752 с. — 39 000 экз. — ISBN 978-5-89572-064-6.
- «Суровость круговорота времен расцвета и увядания»: «Записки об услышанном» протоиерея Симеона Мии и их историко-культурное значение // Мии С., протоиерей. Записки об услышанном во время путешествия в Россию (в 1917—1918 гг.) / Пер. с японского О. А. Бонч-Осмоловской, вступ. ст. и комм. священника Евгения Агеева, О. А. Бонч-Осмоловской, А. И. Мраморнова. М.: Издательство «Спасское дело», 2020. — С. 6-15.
- Предсоборное присутствие 1906 г. // Православная энциклопедия. — М., 2020. — Т. LVIII : Православный Богословский институт прп. Сергия Радонежского — Псковский Снетогорский в честь Рождества Пресвятой Богородицы монастырь. — С. 66-70. — 752 с. — 39 000 экз. — ISBN 978-5-89572-065-3.
- Предсоборное совещание 1912—1917 гг. // Православная энциклопедия. — М., 2020. — Т. LVIII : Православный Богословский институт прп. Сергия Радонежского — Псковский Снетогорский в честь Рождества Пресвятой Богородицы монастырь. — С. 70-72. — 752 с. — 39 000 экз. — ISBN 978-5-89572-065-3.
- Предсоборный совет 1917 г. // Православная энциклопедия. — М., 2020. — Т. LVIII : Православный Богословский институт прп. Сергия Радонежского — Псковский Снетогорский в честь Рождества Пресвятой Богородицы монастырь. — С. 72-74. — 752 с. — 39 000 экз. — ISBN 978-5-89572-065-3.
- Русская соборность 1921 года: несостоявшееся и состоявшееся // Наука. Тематическое приложение к газете «Коммерсант». 2020. — № 33 (5). — С. 37-39.
- Пугачевское викариатство // Православная энциклопедия. — М., 2020. — Т. LIX : Псой Египетский — Ринальди. — С. 12-14. — 752 с. — 39 000 экз. — ISBN 978-5-89572-066-0.
- О работе Николая Ивановича Троицкого на Всероссийском Поместном Соборе 1917—1918 гг. // Духовный арсенал. 2021. — № 3 (5). — C. 103—113

- Жизненный путь священника Александра Петровича Мраморнова (1874—1941). К 130-летию со дня рождения. — Саратов: «Приволжское книжное издательство», 2004. — 58 с. — 300 экз. — ISBN 5-7633-1069-1.
- Саратовская духовная семинария. 1830—2005. Краткий очерк истории. Саратов, 2005 (в соавторстве).
- Церковная и общественно-политическая деятельность епископа Гермогена (Долганова, 1858—1918). — Саратов: «Научная книга», 2006. — 366 с. — ISBN 5-9758-0189-3.
- Духовная семинария России начала XX века: кризис и возможности его преодоления (на саратовских материалах). — Саратов: «Научная книга», 2007. — 436 с.
- Очерки истории политической науки в Московском университете (1755—1835) / Под ред. А. Ю. Шутова. М.: Аспект-Пресс, 2009 (в соавторстве)
- Лишь немного меня. — Спасское дело, 2019. — 144 с. — ISBN 978-5-6042204-0-5.

- Мраморнов А. П. Сочинения: Записки, епархиальные хроники, публицистика / ред., сост., авт. вступ. ст. А. И. Мраморнов. Саратов : Науч. кн., 2005. 380 с. ISBN 5-93888-675-9.
- Мраморнов А. П. Сочинения. Проповеди и поучения. Духовная проза. Разное. С приложением сочинений священника П. И. Мраморнова; ред. А. И. Мраморнов. — Саратов: Научная книга, 2005. — 317 с. — (Документы и материалы по истории Русской Православной Церкви) (страницы истории Саратовской епархии). — ISBN 5-93888-889-1
- Судебный процесс против саратовского духовенства в 1918—1919 гг. / Публикация А. И. Мраморнова.- М.: Изд-во Новоспасского монастыря; Саратов: Изд-во Саратовской митрополии, 2013. — 880 с. — ISBN 978-5-98599-131-4

- Александр Мраморнов: Мы не только даем возможность защитить соответствующие диссертации, но и помогаем людям их подготовить // taday.ru, 3 сентября 2012
- Интервью Секретаря ученого совета Общецерковной аспирантуры и докторантуры Александра Игоревича Мраморнова на радио «Град Петров» // doctorantura.ru, 2013
- Александр Мраморнов о разукрупнении епархий и издании материалов поместного собора 1917—1918 // sobor1917.ru, 1 апреля 2014
- Решения, которые не устарели // Пензенские епархиальные ведомости 2016. — № 11 (1485) ноябрь, — С. 10-15
- Собор будущего // «Вода живая», 21 августа 2017
- «Деяния Поместного Собора 1917—1918 годов». Светлый вечер с Александром Мраморновым (20.12.2017) // radiovera.ru
- Церковный бизнес: история вопроса // Эхо Москвы, 29 марта 2018
- Собор крейсерской силы. Почему 100 лет назад был прерван Поместный собор? // rg.ru, 19.09.2018

## Общественная деятельность
- с 2013 — попечитель, сопредседатель попечительского совета, с 2015 г. председатель приходского совета Местной религиозной организации православный приход храма св. мученицы Аллы Готской в с. Старая Потловка Колышлейского района Пензенской области (Сердобской епархии Русской Православной Церкви). В 2014—2024 гг. организовал 56 волонтерских лагерей.
- 2014 — назначен председателем попечительского совета планируемого к строительству первого в России храма во имя священномученика Сергия (Шеина) в с. Анастасьино Калининского района Саратовской области (Балашовская епархия Русской Православной Церкви). В 2017 г. организовал волонтерский лагерь, приходскую ярмарку, инициировал создание приходского дома — христианского культурного центра в здании заброшенной бани с. Анастасьино. В 2022-2023 гг. разработан проект храма, собираются средства на строительство его фундамента.
- в 2018-2023 гг. член Вольного исторического общества.

## Награды
Лауреат XII Всероссийских Платоновских чтений (2006), поощрительной премии в конкурсе работ по истории и футурологии Международного гуманитарного общественного фонда «Знание» (2008), второй премии за вклад в изучение церковной истории и культуры Центра церковной истории им. В. В. Болотова (2008), лауреат конкурса «Духовное образование в XXI в.» Санкт-Петербургской духовной академии (2010). Награждён Патриаршей медалью в память 200-летия победы в Отечественной войне 1812 г. (2012), памятным знаком Костромской епархии преподобного Никиты Костромского II степени (2019).
Награждён в 2023 году Почётной грамотой Московской городской Думы.